# Suzhou (Anhui)

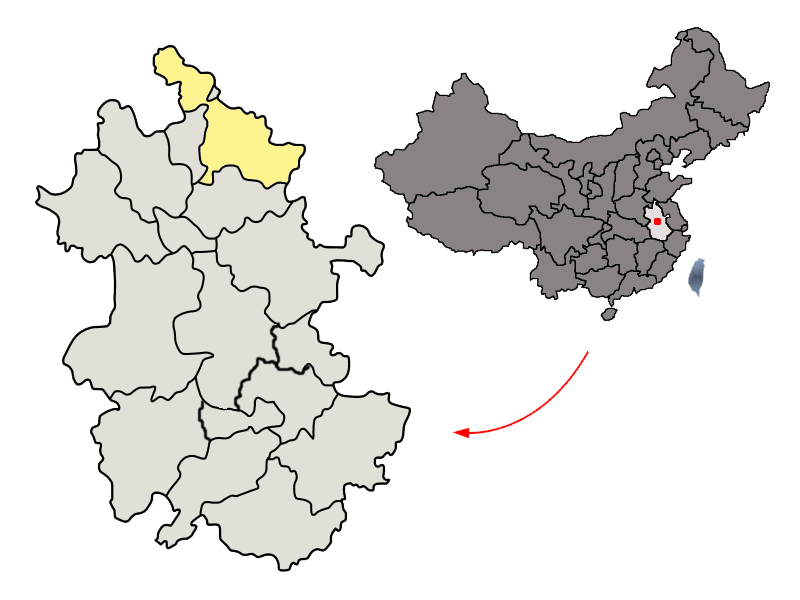
Lage von Suzhou (gelb) in Anhui

Die Stadt Suzhou (chinesisch 宿州市, Pinyin Sùzhōu Shì) ist eine bezirksfreie Stadt im Norden der chinesischen Provinz Anhui. Sie hat eine Fläche von 9.938 Quadratkilometern und zählt 5.681.400 Einwohner (Stand: Ende 2018). In dem eigentlichen städtischen Siedlungsgebiet von Suzhou leben 742.685 Menschen (Zensus 2010). Regierungssitz ist der Stadtbezirk Yongqiao (埇桥区).

## Administrative Gliederung
Die bezirksfreie Stadt Suzhou setzt sich aus einem Stadtbezirk und vier Kreisen zusammen.
| Karte       | Karte    | Karte  | Karte         | Karte            | Karte        | Karte                       |
| ----------- | -------- | ------ | ------------- | ---------------- | ------------ | --------------------------- |
|             |          |        |               |                  |              |                             |
| #           | Name     | chin.  | Pinyin        | Einwohner (2018) | Fläche (km²) | Bevölkerungs- dichte (/km²) |
| Stadtbezirk |          |        |               |                  |              |                             |
| 1           | Yongqiao | 埇桥区 | Yǒngqiáo Qū   | 1 743 000        | 2 906        | 600                         |
| Kreise      |          |        |               |                  |              |                             |
| 2           | Dangshan | 砀山县 | Dàngshān Xiàn | 845 000          | 1 205        | 701                         |
| 3           | Xiao     | 萧县   | Xiāo Xiàn     | 1 198 000        | 1 847        | 649                         |
| 4           | Lingbi   | 灵璧县 | Língbì Xiàn   | 1 044 000        | 2 133        | 489                         |
| 5           | Si       | 泗县   | Sì Xiàn       | 851 000          | 1 848        | 461                         |

## Söhne und Töchter der Stadt
- Wang Shengjun (* 1946), chinesischer Richter
- Wang Yang (* 1955), kommunistischer Politiker
- Xu Li (* 1989), Ringerin
- Wang Chunyu (* 1995), Mittelstreckenläuferin